# Scalarignathia kaszabi
Scalarignathia kaszabi är en fjärilsart som beskrevs av Josif Capuse 1973. Scalarignathia kaszabi ingår i släktet Scalarignathia och familjen glasvingar. Inga underarter finns listade i Catalogue of Life.